# جاكي ماكنمارا
جاكي ماكنمارا (بالإنجليزية: Jackie McNamara) مواليد 24 أكتوبر 1973 في غلاسكو، هو لاعب كرة قدم إسكتلندي دولي سابق كان يلعب كمدافع. سبق له أن لعب في كأس العالم لكرة القدم مع منتخب بلاده. لعب خلال مسيرته 442 مباراة سجل خلالها 13 هدفاً.

## المسيرة الاحترافية

### أندية لعب لها
- دونفرملين أثلتيك
- نادي سلتيك
- وولفرهامبتون واندررز
- نادي أبردين
- نادي فالكيرك

## روابط خارجية
- جاكي ماكنمارا على موقع قاعدة بيانات كرة القدم.إي يو (الإنجليزية)
- جاكي ماكنمارا على موقع ليكيب (الفرنسية)
- جاكي ماكنمارا على موقع ناشيونال فوتبول تيمز (الإنجليزية)
- جاكي ماكنمارا على موقع Soccerbase.com (لاعب) (الإنجليزية)
- جاكي ماكنمارا على موقع عالم كرة القدم.نت (الإنجليزية)